# Villedieu-sur-Indre
Villedieu-sur-Indre – miejscowość i gmina we Francji, w Regionie Centralnym, w departamencie Indre.
Według danych na rok 1990 gminę zamieszkiwało 2158 osób, a gęstość zaludnienia wynosiła 37 osób/km² (wśród 1842 gmin Regionu Centralnego Villedieu-sur-Indre plasuje się na 174. miejscu pod względem liczby ludności, natomiast pod względem powierzchni na miejscu 55.).